# Natalichthys
Natalichthys Winterbottom, 1980 è un genere di pesci ossei  appartenenti alla famiglia Pseudochromidae e alla sottofamiglia Congrogadinae; la specie tipo è Natalichthys ori.

## Descrizione
La lunghezza massima registrata per queste specie è di 7 cm.

## Tassonomia
In questo genere sono riconosciute 3 specie:
- Natalichthys leptus Winterbottom, 1980
- Natalichthys ori Winterbottom, 1980
- Natalichthys sam Winterbottom, 1980

## Distribuzione e habitat
Ne sono stati individuati esemplari solo nella provincia sudafricana del KwaZulu-Natal, da cui questo genere prende il nome. Vivono in acque salmastre e marine.